# Teresa Utković
Teresa Utković (Göteborg, Švedska, 31. srpnja 1980.), švedska rukometašica, članica rukometnog kluba Boden i švedske rukometne reprezentacije. Igrala je u Švedskoj, Njemačkoj i Danskoj.
Teresin otac je iz Žerave, sela blizu Zadra. 